# 卵叶双盖蕨
卵叶双盖蕨（学名：Diplazium leptophyllum）也称卵叶短肠蕨，为蹄盖蕨科双盖蕨属下的一个种。